# Marino Sánchez
Gral. Marino Sánchez Flores fue un militar mexicano que participó en la Revolución mexicana. Nació en el Barrio de San Miguel de Tepoztlán, Morelos. En mayo de 1911 se incorporó a las fuerzas maderistas bajo las órdenes de Lucio Moreno. En marzo de 1911 se incorporó a las fuerzas maderistas del general Amador Salazar. Participó en las tomas de Tepoztlán y Yautepec. Al triunfo de la revolución maderista continuó a las órdenes del general Amador Salazar que fue encargado de custodiar la faja central de Morelos. El 30 de agosto de 1911, Zapata se levantó en armas por el avance de las fuerzas de Victoriano Huerta al sur y el incumplimiento de la repartición de tierras por parte de Madero. Marino Sánchez retornó a la lucha durante el Gobierno de la Convención de Aguascalientes, a donde viajó escoltando la delegación Zapatista. enlistado siempre dentro de la división de Amador Salazar, tomando parte en muchos combates en los estados de Tlaxcala, Hidalgo y Puebla entre 1915 y 1916 hasta que las tropas carrancistas se hicieron de la Ciudad de México. Marino Sánchez controló la zona norte de Yautepec y en torno a Tepoztlán hasta 1916. Las tropas zapatistas y villistas sostuvieron muchos combates en diferentes zonas de la ciudad, sin embargo poco a poco fueron perdiendo terreno, hechos que culminarían con la toma de Morelos por los carrancistas durante los meses de abril y mayo de 1916. Fue gravemente herido en el combate que sostuvo contra las fuerzas carrancistas en la estación de Cascada, del Ferrocarril México-Cuautla, muriendo en la población de Los Laureles, el 21 de noviembre de 1916.